# Leprieuria bacillum
Leprieuria bacillum är en svampart som först beskrevs av Jean François Montagne, och fick sitt nu gällande namn av Læssøe, J.D. Rogers & Whalley 1989. Leprieuria bacillum ingår i släktet Leprieuria och familjen kolkärnsvampar.   Inga underarter finns listade i Catalogue of Life.